# Starszyzna kozacka Hetmanatu
W skład starszyzny kozackiej wchodziły:
- Urzędy generalne (oboźny, sędzia, pisarz, podskarbi, chorąży, buńczuczny, osauł)
  - Generalna rada wojskowa
  - Generalny sąd wojskowy
  - Generalna kancelaria wojskowa
  - Generalna kancelaria skarbowa
- Urzędy pułkowe (pułkownik, sędzia, pisarz, sotnik)
  - Pułkowa rada
  - Pułkowa kancelaria
  - Pułkowy sąd

Sicz Zaporoska była jednostką autonomiczną, i posiadała własnego atamana koszowego.

## Starszyzna generalna

### Buńczuczny generalny
- Łeontij Połubotok 1672, 1673-1677
- Juchym Łyzohub 1688-1690
- Iwan Skoropadski 1698-1701
- Fedir Łyzohub 1713-1728
- Mykoła Chanenko 1738-1740

### Oboźny generalny
- Iwan Czornota 1648-1650
- Iwan Wolewacz 1650
- Fedir Korobka 1650-1654
- Tymosz Nosacz 1655-1663
- Fedir Korobka 1669
- Wasyl Dunin-Borkowski 1685-1702
- Iwan Łomykowśkyj 1707-1709
- Fedir Łyzohub 1728-1749

### Sędziowie generalni
- Samijło Bohdanowycz-Zarudnyj 1652-1658
- Fedir Łoboda 1654-1655, 1659-1659
- Anton Żdanowycz 1656
- Herman Haponowicz 1658-1659
- Samijło Zarudny 1659
- Iwan Bezpały 1659-1660
- Iwan Krawczenko (I) 1659-1660
- Iwan Krechoweckyj-Demkowycz do 1665
- Iwan Samojłowicz 1669-1672
- Iwan Domontowycz do 1683
- Sawa Prokopowycz 1687-1701
- Wasyl Koczubej 1700-1708
- Wasyl Czujkewycz 1706-1709
- Iwan Nis (Nos) 1714-1715
- Iwan Czarnysz 1715-1723
- Stepan Zabiła

### Esauł generalny
- Iwan Kowalewski 1655-1658
- Michajło Łuszczenko 1649-1658
- Fedir Wołk 1658-1659
- Iwan Skorobohatko 1658-1659
- Iwan Kowalewski 1659-1661
- Danyło Czebotkow 1659-1660
- Iwan Łysenko 1672-1676
- Łeontij Połubotok 1678-1681
- Iwan Mazepa 1682-1687
- Mychajło Mykłaszewśkyj 1683-1689
- Iwan Łomykowśkyj 1692-1701
- Iwan Skoropadski 1701-1706
- Fedir Łysenko 1728-1741
- Piotr Walkiewicz 1741-1758

### Pisarz generalny
- Iwan Hrusza 1657-1659
- Semen Gołuchowski 1659-1660
- Sawa Prokopowycz 1672-1687
- Wasyl Koczubej 1687-1699
- Pyłyp Orłyk 1706-1710

### Podskarbi generalny
- Mychajło Skoropadski
- Andrij Markowicz (1729-1740)
- Andrij Hudowycz (1760-1764)

### Chorąży generalny
- Mychajło Mykłaszewśkyj 1682-1683
- Iwan Łomykowśkyj 1689-1691
- Juchym Łyzohub 1694-1698
- Mykoła Chanenko 1741-1760

## Atamani koszowi Siczy
- Jakub Barabasz 1657-1658
- Iwan Sirko w latach 1660-1680 przez 15 lat
- Żdan Rih 1666-1667
- Kost Hordijenko grudzień 1703-27 maja 1706, grudzień 1707-kwiecień 1709 (w latach 1710-1728 ataman Siczy Oleszkiwskiej)
- Iwan Biłyćkyj 1733, 1735, 1738, 1760, 1765 (ataman Siczy Oleszkiwskiej i Nowej)
- Piotr Kalniszewski 1762, 1765-1775 (ostatni ataman Siczy)
- Josyp Hładkyj od 1827 (ostatni ataman Siczy Zadunajskiej)

## Pułkownicy

### Białocerkiewski
- Iwan Hyria 1648-1649
- Mychajło Hromyka 1648-1651
- Jakiw Liutorenko 1656-1658
- Iwan Krawczenko (II) 1658-1661
- Semen Połowiec 1668

### Białoruski
- Iwan Neczaj 1654-1659

### Bohusławski
- Samuel Samus 1688-1713

### Bracławski
- Danyło Neczaj 1648-1651
- Tymisz Nosacz 1651-1653
- Mychajło Zełenśkyj 1654-1657, 1659-1672
- Iwan Serbin 1657-wrzesień 1658, 1663-1665
- Mychajło Zełenśkyj wrzesień 1658-1661
- Dmytro Sołonina 1658-1659
- Iwan Buh 1663
- Wasyl Drozd 1665
- Andrij Abazyn 1684-1703

### Czehryński
- Karp Truszenko 1653-1658
- Iljasz Bohaczenko 1658-1659
- Herasym Kapłoński wiosna-lato 1659
- Kyrył Andrejewicz wrzesień-październik 1659
- Petro Doroszenko 1659-1663

### Czerkaski
- Jakiw Parchomienko 1653-1658
- Filon Dżedżała luty 1658-wrzesień 1659
- Andrij Odyniec wrzesień 1659-1661

### Czernihowski
- Onykij Syłycz 1657-1663
- Demian Mnohohrisznyj 1665-1668
- Iwan Samojłowicz 1668-1669
- Iwan Łysenko 1669-1671
- Juchym Łyzohub 1698-1704
- Wasyl Tomara 1715, 1726

### Hadziacki
- Burłaj zm.w 1649
- Wasyl Szyman 1662-1663
- Semen Ostrenko 1666-1668, 1672
- Jakiw Tyszczenko 1670-1672
- Fedir Krynyćkyj 1672-1678
- Mychajło Samojłowycz 1678-1687
- Mychajło Borochowycz 1687-1704
- Stepan Troszczynśkyj 1705-1709
- Iwan Czarnysz 1709-1714
- Mychajło Myłoradowycz 1715-1726
- Hawryło Myłoradowycz 1727-1729
- Hryhorij Hrabianka 1730-1738

### Hłuchiwski
- K. Hulianyćkyj 1663-1664
- W. Czerkaszenycia 1664-1665

### Humański
- Mychajło Chanenko 1656-1661

### Irklijiwski
- Mychajło Teliuczenko 1648

### Izjumski
- Wasyl Kapnist 1726

### Kaniowski
- Fedir Starodub wrzesień 1657-czerwiec 1658
- Semen Sawicz czerwiec 1658-początek 1659
- Iwan Łyzohub kwiecień 1659-1662

### Kalnicki (Winnicki)
- Ostap Uswanyćkyj 1648-1649
- Iwan Fedorenko 1649-1650, 1654
- Iwan Neczaj 1649
- Ostap Hohol 1649, 1674
- Iwan Bohun 1650, 1651, 1653-1657
- Petro Stiahajło 1652
- Iwan Sirko 1658-1659
- Andrij Besztanka 1658-początek 1659
- Iwan Wertelecki wrzesień 1658-1661
- O. Wołoszyn 1704-1708

### Kijowski
- Anton Żdanowycz 1649-1653, 1655-1656
- Pawło Janenko-Chmielnicki 1654-1659
- Wasyl Dworecki 1659-1661
- Wasyl Kapnist 1750
- Juchym Darahan 1751-1762
- Aleksandr Bezborodko 1768-1773

### Korsuński
- Tymosz Anikienko listopad 1657-czerwiec 1658
- Iwan Krechowiecki czerwiec 1658-wrzesień 1659
- Jakiw Petrenko-Ulezko wrzesień 1659-1662
- Andrij Kandyba 1708-1709

### Kropiwnieński/Irklejewski
- Filon Dżedżała 1649-początek 1658
- Maciej Papkiewicz 1658-1659

### Łubieński
- Pawło Szwec 1657-1659
- Jakiw Zasadka 1659-1660
- Iwan Serbyn 1668-1676
- Łeontij Swiczka 1688-1699
- Andrij Markewycz 1714-1727

### Mirhorodzki
- Hryhorij Leśnicki 1653-1659
- Pawło Apostoł 1659-1661
- Wasyl Kapnist 1737-1750

### Niżyński
- Hrehory Hulanicki 1656-1659
- Wasyl Zołotarenko 1659-1663

### Owrucki
- Fedir Wyhowski 1658-1659

### Pawołocki
- Mychajło Suliczycz 1655-1658
- Iwan Bohun 1658-1663

### Perejasławski
- Fedir Łoboda 1648-1653
- Paweł Tetera 1653-1654
- Bohdan Kałemyczenko 1652, 1659
- Iwan Koljubaka 1657-1658
- Jakym Somko 1658
- Tymofiej Cieciura 1658-1660
- Rodion Dmytraszko-Rajcza 1667-1677
- Wojca Serbyn 1687
- Łeontij Połubotok 1683-1685, 1689-1690
- Iwan Łysenko 1690-1692
- Iwan Myrowycz 1692-1706
- Stepan Tomara 1706-1715
- Wasyl Tanśkyj 1726

### Piński/Turowski
- Kostiantyn Wyhowski 1658-1659

### Podolski
- Ostafij Hohol 1654-1664

### Połtawski
- Martyn Puszkar 1649-1658
- Filon Horkusza 1658
- Kirył Puszkarenko 1658-1659 (wyznaczony przez Rosjan)
- Fedir Żuczenko 1659-1661 (wyznaczony przez Rosjan)
- Iwan Iskra do 1708

### Pryłucki
- Petro Doroszenko 1657-1659
- Fedir Tereszenko 1659-1661
- Iwan Nis (Nos) 1708-1714

### Starodubski
- Iwan Skoropadski 1706-1708

### Wołyński (Zwiahelski)
- Iwan Doniec 1648-1649

### Żywotiwski
- Maksym Krzywonos 1648-1649

## Literatura
- Natalia Jakowenko - "Historia Ukrainy od czasów najdawniejszych do końca XVIII wieku", Lublin 2000
- Piotr Kroll - "Od ugody hadziackiej do Cudnowa", Warszawa 2008, ISBN 978-83-235-0496-2